# Międzybórz
Międzybórz (także Międzybórz Sycowski, niem. Neumittelwalde, przed 1886 Medzibor) – miasto w województwie dolnośląskim, w powiecie oleśnickim, siedziba gminy miejsko-wiejskiej Międzybórz. Według danych GUS z 1 stycznia 2023 r. miasto miało 2324 mieszkańców (806. miejsce w kraju).
Międzybórz leży na historycznym Dolnym Śląsku, na pograniczu z ziemią wieluńską. Międzybórz uzyskał lokację miejską w 1637 roku. W latach 1975–1998 miasto administracyjnie należało do województwa kaliskiego.

## Położenie
Międzybórz leży około 60 km od Wrocławia, 35 km od Ostrowa i około 60 km od Kalisza. Położony jest na stokach Wału Trzebnickiego, na obszarze Wzgórz Twardogórskich. Północna granica miasta jest jednocześnie granicą województwa. 
Przez Międzybórz przebiegają:
- 25 Bobolice – Bydgoszcz – Konin – Kalisz – Ostrów Wielkopolski – Międzybórz – Oleśnica
- linia kolejowa Ostrów Wielkopolski – Odolanów – Międzybórz – Twardogóra – Grabowno Wielkie

## Nazwa

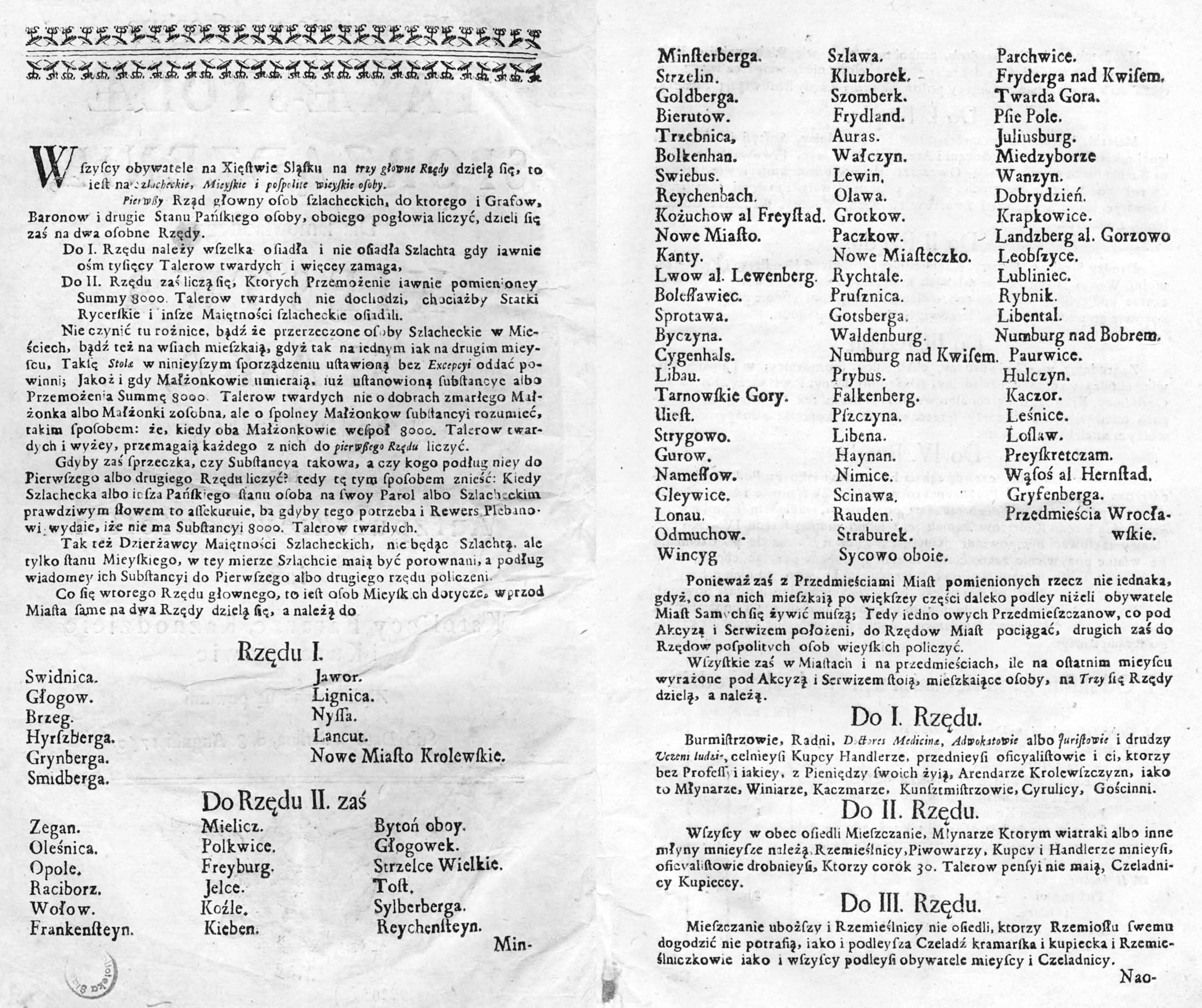
Międzybórz wśród innych nazw śląskich miejscowości w urzędowym pruskim dokumencie z 1750 r. wydanym w języku polskim w Berlinie.

Nazwa pochodzi ze staropolszczyzny i oznacza miejscowość leżącą między iglastymi lasami – borami. Niemiecki językoznawca Heinrich Adamy w swoim dziele o nazwach miejscowości na Śląsku wydanym w 1888 roku we Wrocławiu jako najstarszą zanotowaną nazwę miejscowości podaje Miedzybor notując jej znaczenie „Mittelwalde” czyli „Między lasami”. Nazwa miejscowości została zgermanizowana o czym wspomina w swojej pracy Adamy „Medzibor wurde ubesetz in Mittelwalde” czyli po polsku „Medzibor został przetłumaczony na Mittelwalde”.
W księdze łacińskiej Liber fundationis episcopatus Vratislaviensis (pol. Księga uposażeń biskupstwa wrocławskiego) spisanej za czasów biskupa Henryka z Wierzbna w latach 1295–1305 miejscowość wymieniona jest w zlatynizowanej formie Meczibor. Kronika ta wymienia również wsie, które w procesach urbanizacyjnych zostały wchłonięte przez miasto i stanowią jego części bądź dzielnice jak np. Zielonka w formie Gelona. W roku 1613 śląski regionalista i historyk Mikołaj Henel z Prudnika wymienił miejscowość w swoim dziele o geografii Śląska pt. Silesiographia podając jej łacińską nazwę: Medcziboria.
Kolejne podają często różne wersje nazwy miasta: w roku 1310 Mechobocz, w 1376 Meczebor, w 1637 Medzibor. W 1886 r., na fali rosnących nastrojów nacjonalistycznych, zastąpiono posiadającą polskie korzenie nazwę Medzibor niemiecką formą Neumittewalde.
Jeszcze w 1750 roku Międzybórz pod nazwą „Międzyborze” wymieniony jest w języku polskim przez Fryderyka II pośród innych miast śląskich w zarządzeniu urzędowym wydanym dla mieszkańców Śląska. Polską nazwę Międzybór w książce „Krótki rys jeografii Szląska dla nauki początkowej” wydanej w Głogówku w 1847 wymienił także śląski pisarz Józef Lompa.

## Historia
Pierwsze wzmianki pochodzą z XII wieku. Nieznana jest dokładna data otrzymania praw miejskich. Przypuszcza się, że został lokowany na początku XIV wieku, a prawdopodobnie od roku 1340 jest siedzibą kasztelanii i posiada prawa targowe. Jako miasto przygraniczne, Międzybórz był miastem obronnym, otoczonym murem. Pomimo to był wielokrotnie niszczony, palony, nie ominęły go pogromy na tle wyznaniowym, pożary i epidemie. W dużej mierze, jako ośrodek w ówczesnym powiecie sycowskim, dzielił losy Śląska. WXVI w. miasto należało do rodu Leszczyńskich, którzy w 1599 sprzedali je księciu ziębickiemu. Włączone do księstwa oleśnickiego w 1637 otrzymało prawa miejskie.
Do XIX wieku centrum wielkich dóbr obejmujących pogranicze Śląska i Wielkopolski. XIX-wieczny kaznodzieja międzyborski – Jerzy Badura – jest określany jako ostatni polski pastor tej krainy historycznej. Z tego też okresu zachowały się zbiory polskich pieśni kościelnych, znanych wśród historyków jako Kancjonały Międzyborskie. Po podziale powiatu sycowskiego w roku 1920, zamieszkany w większości przez Niemców Międzybórz pozostał w Niemczech (Republika Weimarska).
Po II wojnie światowej miasto włączone zostało do Polski i znalazło się w granicach „starego” województwa wrocławskiego. Większość mieszkańców wysiedlono do Niemiec. W okresie PRL funkcjonowały zakłady meblarskie, betoniarnia, był to lokalny ośrodek handlowo-usługowy.

## Demografia
Piramida wieku mieszkańców Międzyborza w 2014 roku.

## Zabytki
Do wojewódzkiego rejestru zabytków wpisane są:
- układ urbanistyczny miasteczka
- zespół kościoła par. pw. św. Józefa, z XIX/XX w., ul. Kościelna 6
  - kościół
  - plebania z domem parafialnym
  - ogrodzenie (kuta krata)
- kościół ewangelicko-augsburski pw. Świętego Krzyża, z XVIII–XIX w., klasycystyczny, z wieżą barokową, Rynek 8
  - mur z basteją
- zespół folwarczny, ul. Wrocławska 2:
  - dwór, z pierwszej ćw. XX w.
  - spichrz, z trzeciej ćw. XVIII w.

inne zabytki:
- mury miejskie z XIV wieku, zachowane fragmentarycznie
- cmentarz miejski, pomniki pastorów ewangelickich walczących o polskość Międzyborza w okresie germanizacji.

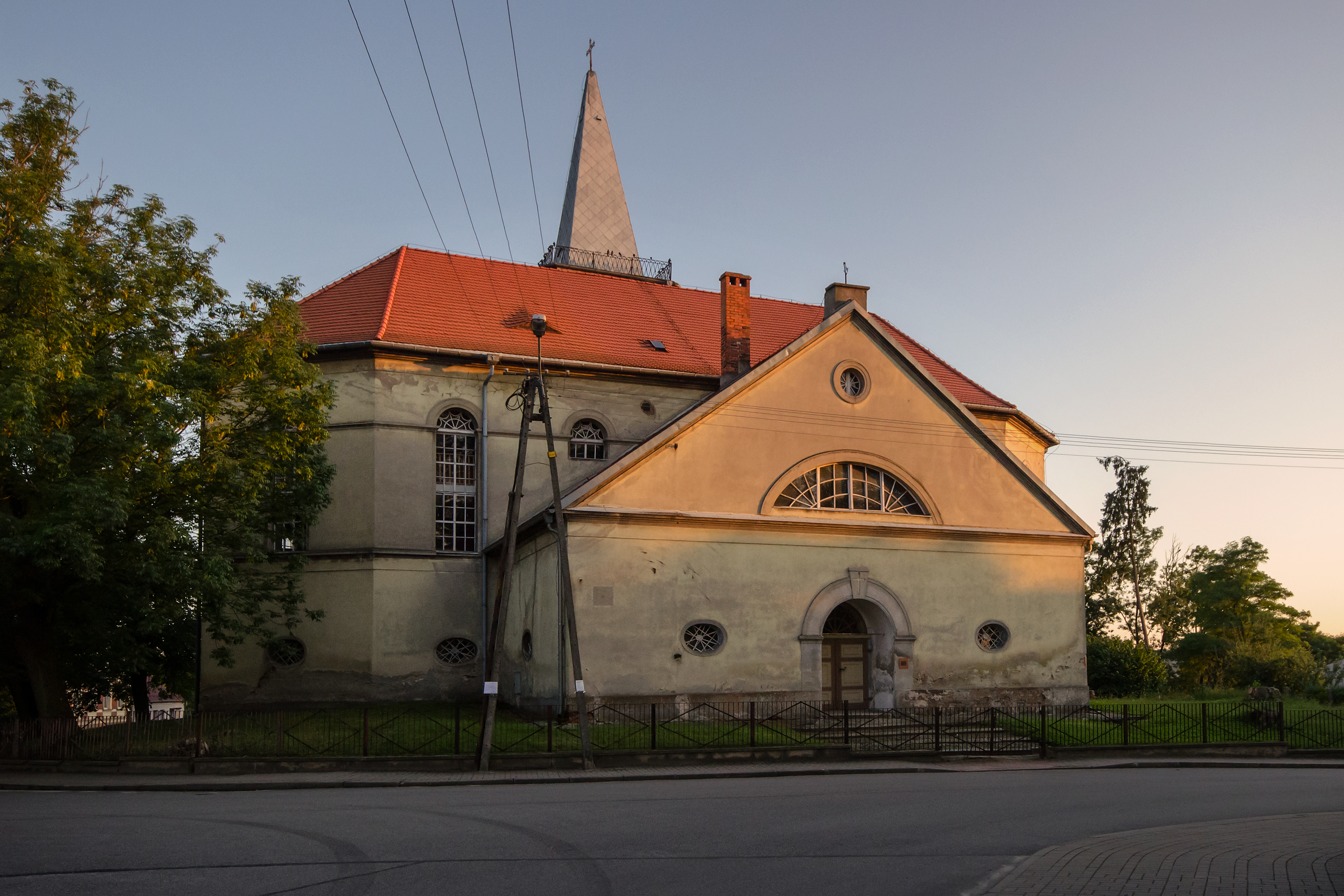
Kościół ewangelicki
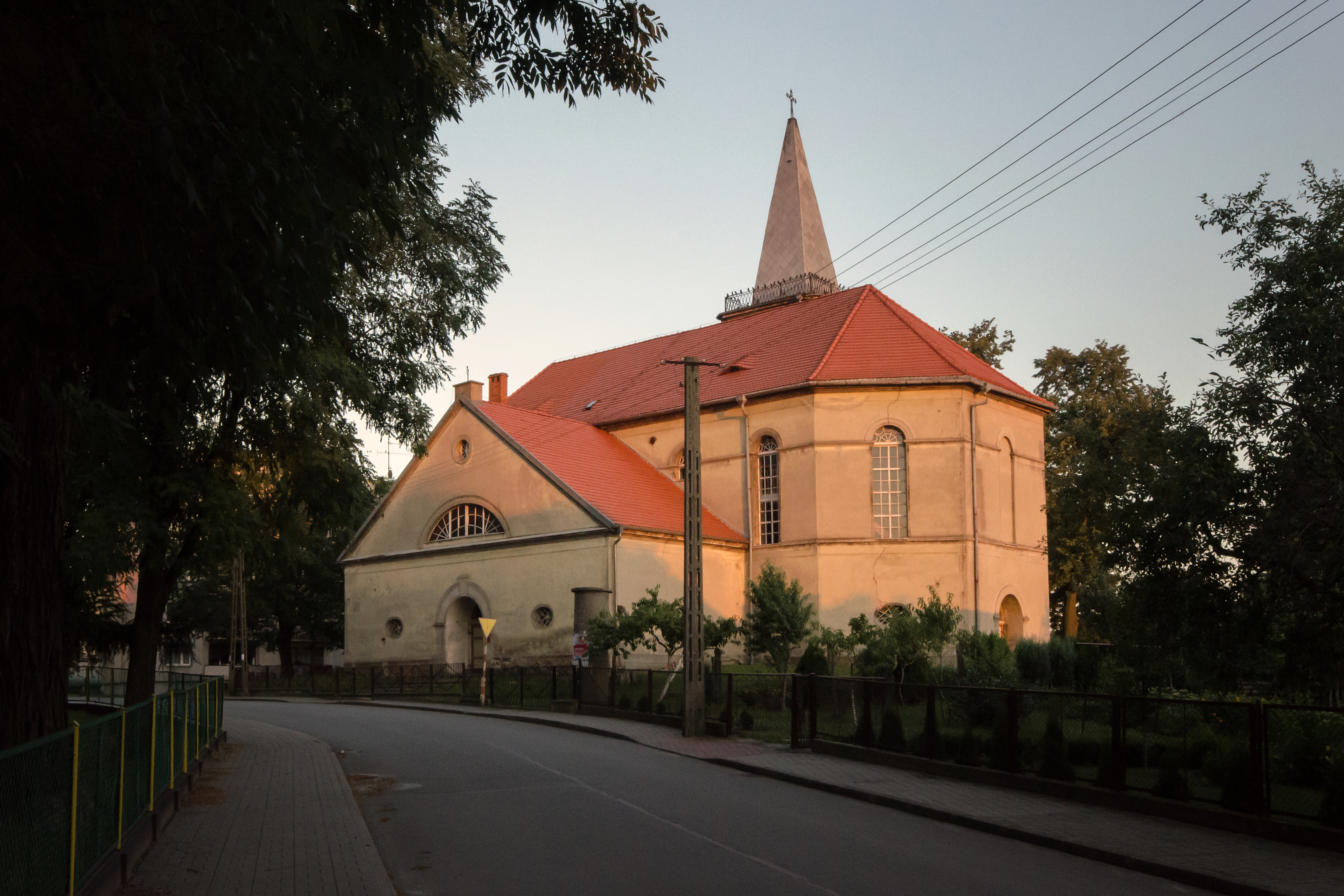
Kościół ewangelicki
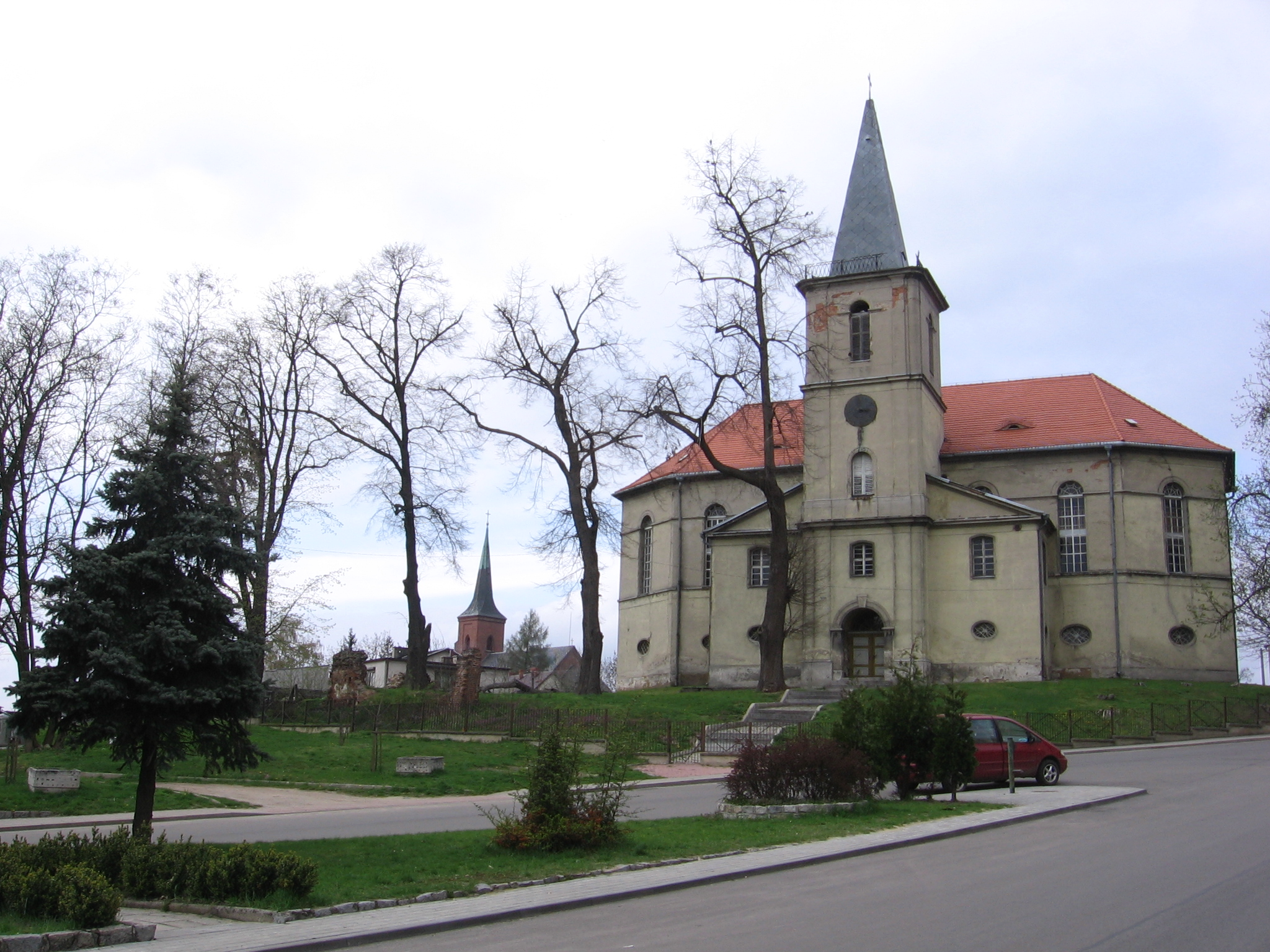
Kościół ewangelicki
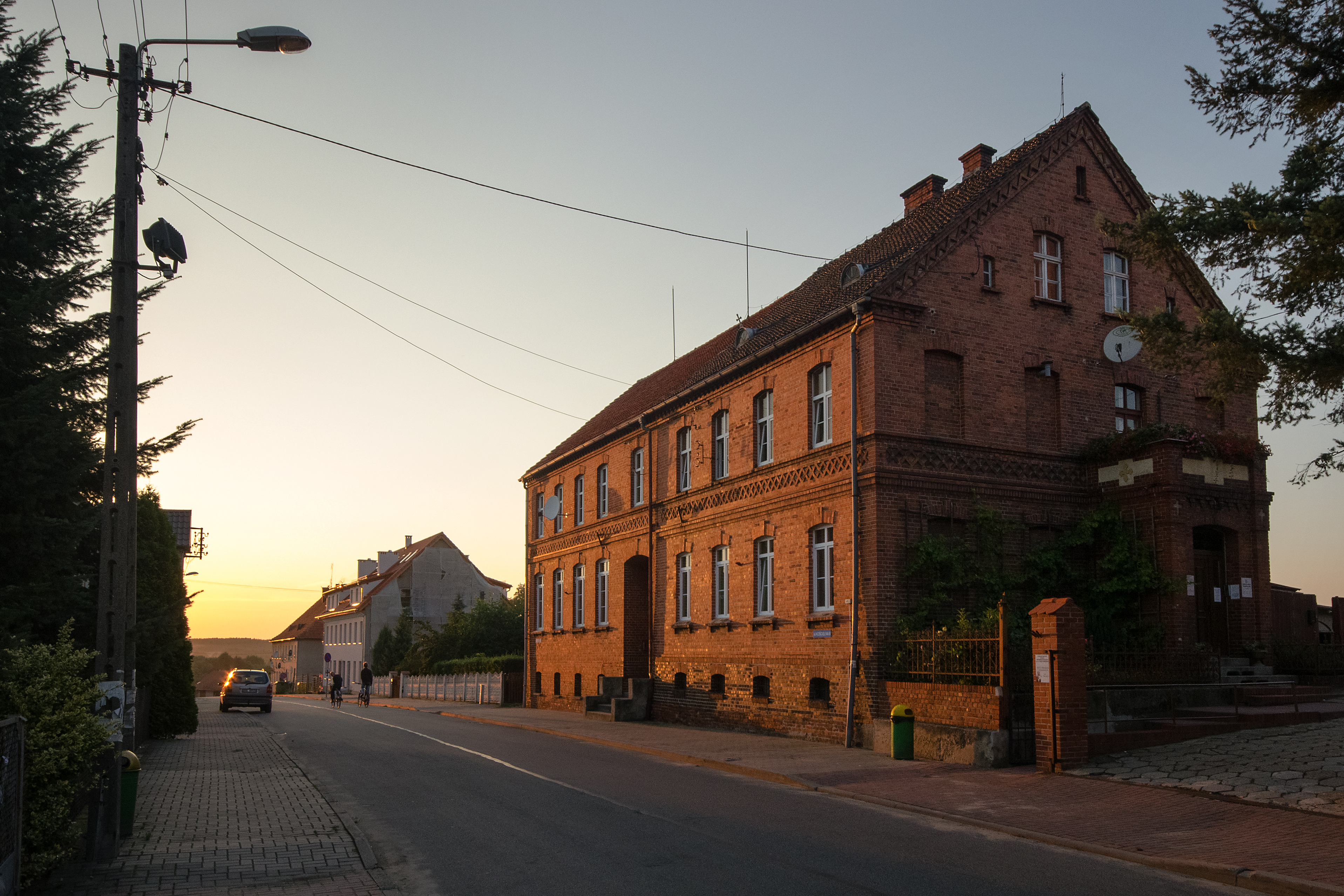
Plebania
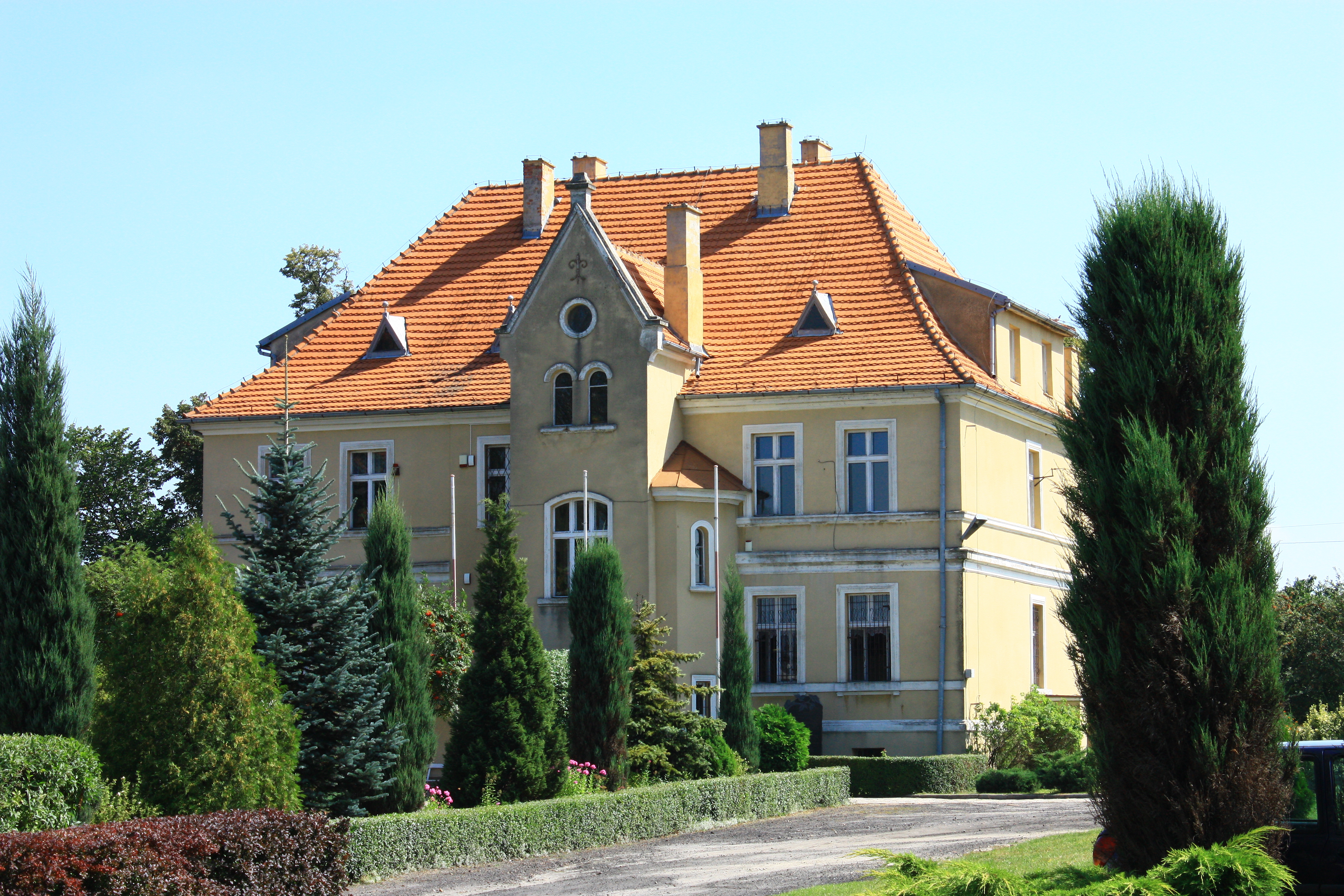
Dwór w Międzyborzu

## Wspólnoty wyznaniowe
Na terenie miasta działalność duszpasterską prowadzą następujące kościoły:
- Kościół rzymskokatolicki:
  - parafia św. Józefa Rzemieślnika
- Kościół Ewangelicko-Augsburski:
  - parafia w Sycowie i Międzyborzu

## Gospodarka
Niewielki, lokalny ośrodek kulturalny, usługowy, przemysłowy (głównie przemysł meblarski oraz lekki przemysł przetwórczy – mleczarski i in.) dla gminy Międzybórz i sąsiednich (m.in. gmina Sośnie).

## Kultura
W mieście działa Miejsko Gminny Ośrodek Kultury. Placówka organizuje imprezy i kreuje wydarzenia kulturalne.
Działalność edukacyjną i kulturalną prowadzi także Biblioteka Publiczna w Międzyborzu.

## Przyroda
- las miejski,
- las Moja Wola,
- Obszar Chronionego Krajobrazu Wzgórza Ostrzeszowskie i Kotlina Odolanowska,
- 2 pomniki przyrody.